# Nacho Ruiz Capillas
Nacho Ruiz Capillas (Madrid, 1966) és un muntador i editor de cinema espanyol, guanyador d'un Goya al millor muntatge i diverses Medalles del Cercle d'Escriptors Cinematogràfics al millor muntatge.
Va començar a editar curtmetratges produïts per Elías Querejeta en la dècada del 1980. El seu primer llargmetratge destacat fou El aliento del diablo de Paco Lucio (1993) i el 1996 va guanyar la seva primera Medalla del Cercle d'Escriptors Cinematogràfics pel seu treball a El último viaje de Robert Rylands de Gracia Querejeta. Ha treballat amb directors destacats com Alejandro Amenábar, Daniel Sánchez Arévalo, Fernando León de Aranoa o José Luis Cuerda. El 2001 va guanyar novament la Medalla del Cercle d'Escriptors Cinematogràfics per Intacto, el 2004 per Héctor i el 2002 va obtenir el Goya al millor muntatge per The Others. El 2018 va guanyar el premi com a millor editor al Festival Internacional del Nou Cinema Llatinoamericà de l'Havana pel seu treball a La noche de 12 años.

## Filmografia
- El aliento del diablo (1993)
- El último viaje de Robert Rylands (1996)
- Lluvia en los zapatos (1998)
- Barrio (1998)
- La lengua de las mariposas (1999)
- Nadie conoce a nadie (1999)
- El bola (2000)
- The Others (2001)
- Intacto (2001)
- Los lunes al sol (2002)
- Noviembre (2003)
- Héctor (2004)
- El calentito (2005)
- Princesas (2005)
- Azuloscurocasinegro (2006)
- Siete mesas de billar francés (2007)
- Los girasoles ciegos (2008)
- Agora (2009)
- Gordos (2009)
- Amador (2010)
- Lobos de Arga (2011)
- Katmandú, un mirall al cel (2011)
- La gran familia española (2013)
- El olivo (2016)
- No culpes al karma de lo que te pasa por gilipollas (2016)
- Loving Pablo (2017)
- La noche de 12 años (2018)